# Mikko Hallman
Niilo Mikko Kustaa Hallman, född 30 januari 1945 i Helsingfors, är en finländsk läkare och professor. Han är son till barnläkaren Niilo Hallman.
Hallman blev medicine och kirurgie doktor vid Helsingfors universitet 1972 och studerade 1973–1975 på ett stipendium i San Diego i USA. Han återvände till San Diego 1979 och var där verksam som associate professor i pediatrik fram till 1983. Han var avdelningsöverläkare vid Kvinnokliniken vid Helsingfors universitetscentralsjukhus 1986–1990 och professor i pediatrik vid University of California 1989–1997 samt blev 1997 professor i pediatrik vid Uleåborgs universitet.
Hallman har bedrivit forskning inom barnsjukdomar, särskilt hos nyfödda, samt inom utvecklingsbiologi. Hans huvudsakliga forskningslinje har gällt surfaktantbrist som orsak till skada på lungorna hos för tidigt födda barn. Han har utvecklat en behandling med surfaktant tack vare vilken dödligheten hos prematurer har kunnat minskas. Han belönades med Matti Äyräpää-priset 1987. Sedan 2002 är han ledamot av Finska Vetenskapsakademien.

### Uppslagsverk
- Hallman, Mikko i Uppslagsverket Finland (webbupplaga, 2012). CC-BY-SA 4.0